# Treron calvus
El vinago africano o vinago africano común (Treron calvus) es una especie de ave columbiforme perteneciente a la familia  Columbidae. Es originaria de las sabanas de África.

## Galería

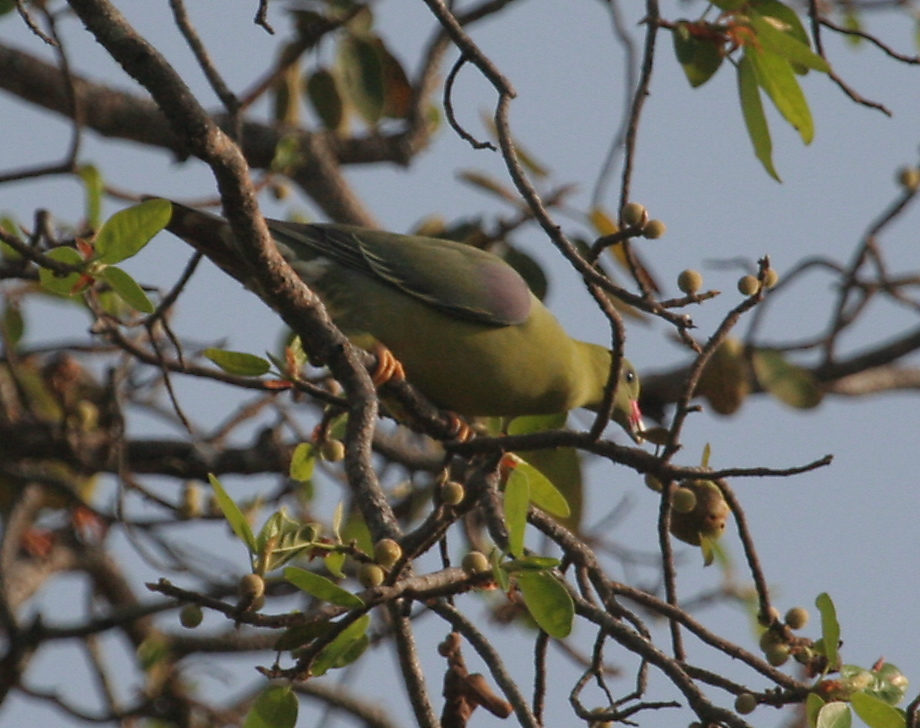
Alimentándose de un fruto
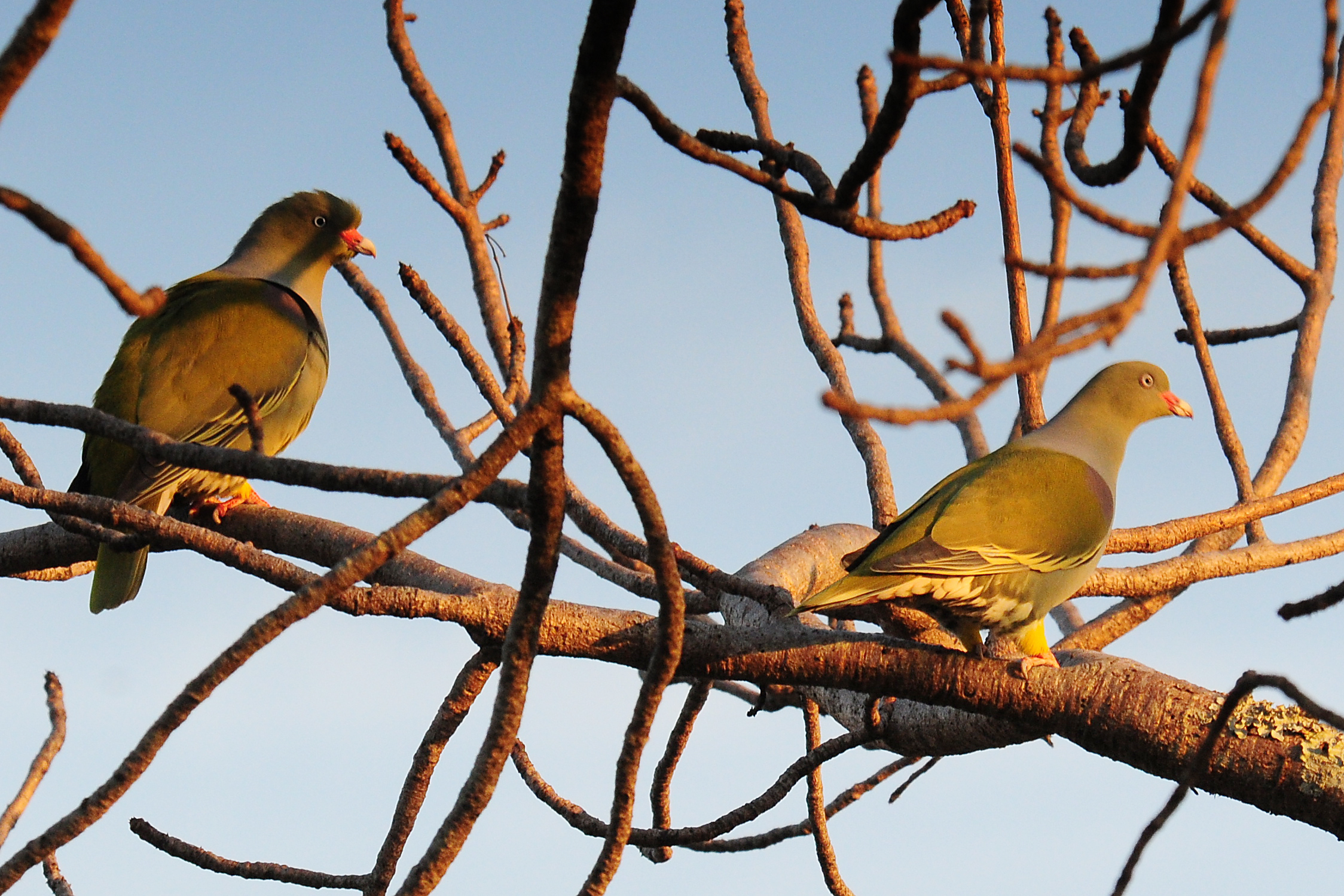
Dos en un árbol